# Väinö Liikkanen
Väinö Liikkanen (* 16. November 1903 in Virolahti; † 15. Oktober 1957 in Kuusankoski) war ein finnischer Skilangläufer.
Liikkanen, der von Beruf Förster war und für den Virolahden Sampo startete, gehörte in den 1930er Jahren zu den weltweit besten Skilangläufern. Die ersten Rennen mit internationaler Beteiligung lief er an den Skiweltmeisterschaften 1929 in Zakopane, wo er über 50 km Vierter wurde. Bei den Skiweltmeisterschaften 1930 in Oslo klassierte er sich über 18 km als Achter und über 50 km als Neunter. Liikkanen qualifizierte sich für die Olympischen Winterspiele 1932 in Lake Placid und gewann dort die Silbermedaille im 50-km-Lauf. Zudem errang er dort den neunten Platz über 18 km.
Im Jahr 1933 errang Liikkanen über 50 km seinen einzigen finnischen Meistertitel. Bei den Skiweltmeisterschaften 1933 in Innsbruck gewann er im 18-km-Lauf die Bronzemedaille, über 50 km wurde er Vierter. Seinen größten Erfolg feierte er zum Abschluss seiner Karriere, als er bei den Skiweltmeisterschaften 1935 in Vysoké Tatry mit der finnischen 4 × 10-km-Staffel siegte.